# ميناء أبو قير
ميناء أبو قير هو ميناء يقع في خليج أبي قير، الإسكندرية، مصر. تشرف عليه القوات البحرية. يضم الميناء رصيف يصل إلى 500 متر يمكنه أن يستوعب 4 سفن حبوب في وقت واحد.

## التطوير
في أغسطس 2019 وقع الرئيس المصري عبد الفتاح السيسي مع مجموعة هاتشيسون بورتس الصينية مذكرة تفاهم لإنشاء محطة تداول حاويات. ستبلغ طاقة المحطة 2 مليون حاوية سنوياً وسيتكلف المشروع 730 مليون دولار ومن المقرر أن يصل رصيف المشروع الجديد إلى 1200 متر، وعلى مساحة تقدر بنحو 1.6 مليون متر، وتصل مدة حق الانتفاع إلى 38 عاما.
في فبراير 2021 بدأ تحالف ديمى البلجيكى في أعمال التكريك والتعميق عبر عدة كراكات ومن المقرر الانتهاء من المشروع في عام 2023. عند اكتمال جميع مراحل تطوير الميناء سيصبح من أكبر موانئ البحر الأبيض المتوسط.